# Abdallah Zeiyu
Abdallah Zeiyu (ar. عبد الله زيو; ur. 1958) – libijski piłkarz grający na pozycji środkowego obrońcy. W swojej karierze grał w reprezentacji Libii.

## Kariera klubowa
W swojej karierze piłkarskiej Zeiyu grał w klubie Al-Hilal Bengazi.

## Kariera reprezentacyjna
W 1982 roku Zeyiu został powołany do reprezentacji Libii na Puchar Narodów Afryki 1982. Zagrał w nim w czterech meczach: grupowych z Ghaną (2:2) i z Kamerunem (0:0), półfinałowym z Zambią (2:1) i finałowym z Ghaną (1:1, k. 6:7). Z Libią wywalczył wicemistrzostwo Afryki.